# Stadio Motovelodromo Umberto I
A Stadio Motovelodromo Umberto I vagy röviden Velodromo Umberto I egy futballstadion volt a 90-es évek elejéig. Nevét I. Umbertó olasz királyról kapta. A létesítmény Torinóban helyezkedett el, a Corso Re Umberto parkban.
A stadionban játszott első mérkőzés 1898. május 8-án került megrendezésre. Az Internazionale Torino és az FC Torinese csapatai vívták azt a mérkőzést melyet az Internazionale Torino nyert meg végül 1–0-ra.
A stadion később 3 csapat székhelyéül szolgált: az FBC Torinese, a Juventus FC valamint a Torino FC. 1905-ben a Juventus a bajnoki címet is itt nyerte meg.